# ゲオルク1世 (ヴュルテンベルク＝メンペルガルト伯)

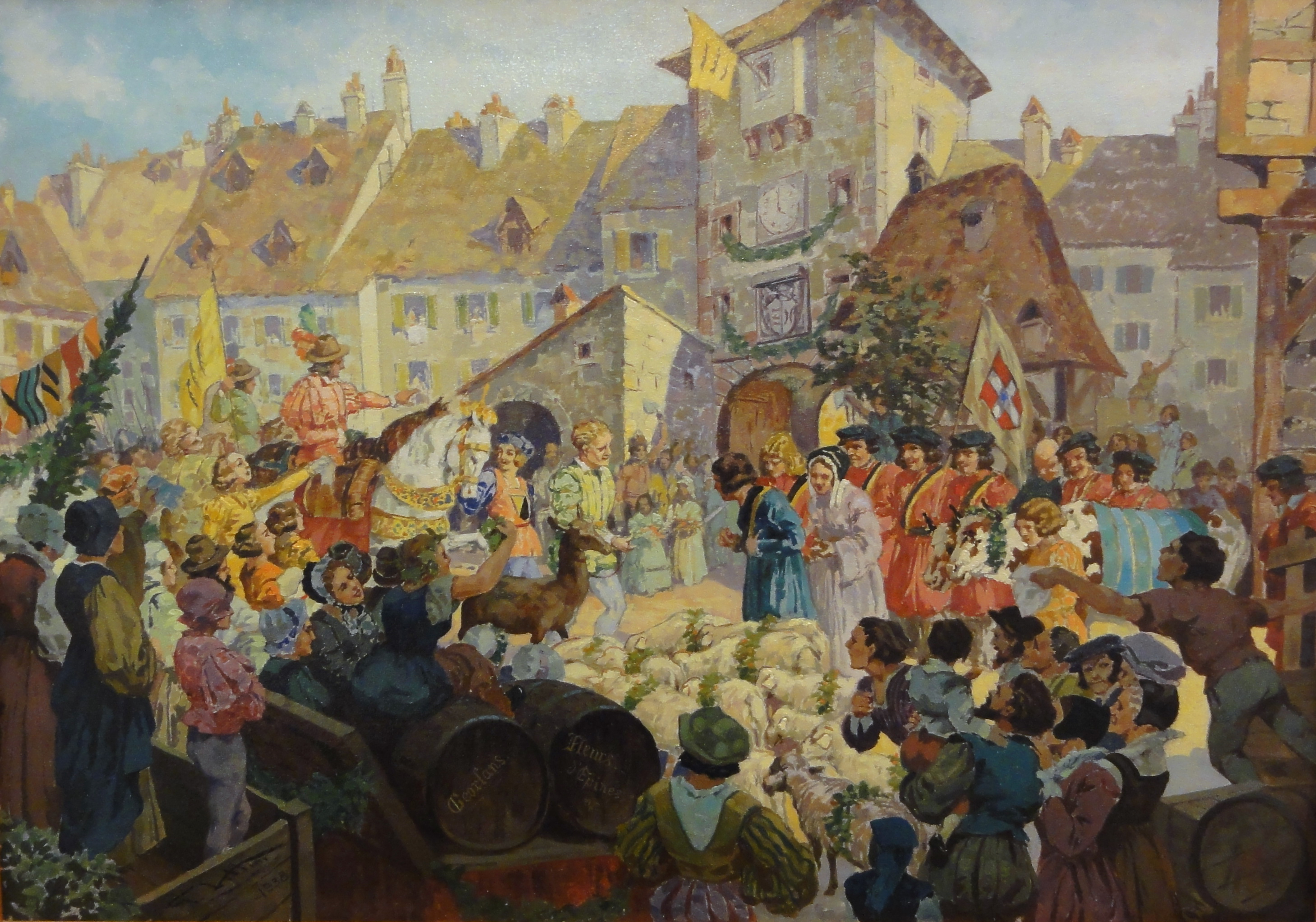
1526年9月14日のゲオルク1世のメンペルガルトへの到着。アウレ門を通って入場している（ヴュルテンベルク公城博物館、モンベリアル）。

ゲオルク1世（ドイツ語：Georg I., 1498年2月4日 - 1558年7月17日）は、ヴュルテンベルク＝メンペルガルト伯（在位：1526年 - 1534年、1553年 - 1558年）。ヴュルテンベルク＝メンペルガルト伯ハインリヒとその2番目の妃エーファ・フォン・ザルムの息子。

## 生涯
1514年、彼はホルブルク、リクヴィール（ライヒェンヴァイアー）の町およびビルシュタインの城と統治権を獲得した。1519年に兄であるヴュルテンベルク公ウルリヒはヴュルテンベルクから追放された。ゲオルクは武力で兄を支援しようとしたため、シュトラースブルクへの亡命を余儀なくされた。1526年9月2日、兄ウルリヒは偽装売却の形で買い戻しを条件に関連する領土とともにメンペルガルト伯領をゲオルクに売却した。
1531年、ゲオルクは皇帝カール5世に対抗するプロテスタントのシュマルカルデン同盟に加わった。ヘッセン方伯フィリップ1世の支援により、ゲオルクの兄ウルリヒは1534年にヴュルテンベルクの支配を取り戻すことができ、メンペルガルト伯領はヴュルテンベルクに戻った。1542年にウルリヒの息子クリストフがメンペルガルトの総督に就任した。
1547年にシュマルカルデン同盟が敗北すると、皇帝はメンペルガルト伯領を没収する計画を立てた。兄ウルリヒは1550年に死去し、1552年のパッサウ条約の後に甥クリストフは1553年にメンペルガルト伯領を叔父のゲオルクに返還し、その後ゲオルクは1558年に亡くなるまでメンペルガルトを統治した。ゲオルクはツヴァイブリュッケンのアレクサンダー教会に埋葬された。

## 家族
1555年、ゲオルクは57歳の時に甥クリストフからの緊急の求めにより、ヘッセン方伯フィリップ1世の娘で19歳であったバルバラ・フォン・ヘッセン（1536年 - 1597年）と結婚した。2人の間に以下の子女が生まれた。
- ウルリヒ（1556年 - 1557年）
- フリードリヒ1世（1557年 - 1608年） - ヴュルテンベルク公
- エーファ・クリスティナ（1558年 - 1575年）

ゲオルクとバルバラが結婚していなかった場合、あるいは息子フリードリヒが兄同様に夭逝していた場合には、1593年のルートヴィヒの死とともにヴュルテンベルク家の男系は断絶し、ヴュルテンベルクはオーストリアの手に落ちたと考えられる。ハプスブルク家は、1534年のカーデン条約以来、ヴュルテンベルク公領はオーストリアの準領地となっていた。1593年に甥クリストフの息子ルートヴィヒが嗣子を残さずに死去し、ゲオルクの息子フリードリヒがヴュルテンベルク公となった。